# Karl Linder (Politiker, 1900)

Karl Linder

Karl Friedrich Wilhelm Linder (* 5. April 1900 in Frankfurt am Main; † 17. März 1979 in Groß-Bieberau) war ein deutscher Politiker (NSDAP).

## Leben und Wirken

### Leben in Kaiserreich und Weimarer Republik (1900 bis 1933)
Linder besuchte die Volksschule und die Mittelschule. Danach legte er das Einjährigen-Examen an der Klinger-Oberrealschule ab. 1916 trat Linder als Zivilanwärter in die Reichsfinanzverwaltung ein, wo er bis 1923 die Stationen bis zum Obersteuersekretär absolvierte. Unterbrochen wurde diese Ausbildung 1918 durch einige Monate Teilnahme am Ersten Weltkrieg als Landsturmmann bei einer Fernsprechersatzkompanie (Nachrichtenerfassungsabteilung 18) und im Infanterieregiment Nr. 81. Nach dem Krieg gehörte Linder einem Freikorps an.
Von 1919 bis 1920 studierte Linder Nationalökonomie in Frankfurt am Main. Im Anschluss an sein Studium begann er als Obersteuersekretär beim Finanzamt Frankfurt zu arbeiten. Von 1923 bis 1933 arbeitete er als Finanzbeamter. 1923 trat Linder auch in die NSDAP ein. Im selben Jahr heiratete er.
Der neu gegründeten NSDAP trat er erneut zum 2. Juni 1925 bei (Mitgliedsnummer 5.284). 1926/27 begann Linder seine Laufbahn als kommissarischer Gauverwalter im Gau Hessen-Nassau-Süd. In den folgenden zwei Jahren übernahm er den Posten des Gauschatzmeisters der NSDAP für Hessen-Darmstadt. 1928 wurde Linder Mitglied der vierköpfigen NSDAP-Fraktion in der Stadtverordnetenversammlung von Frankfurt am Main. Linders Förderer zu dieser Zeit wurde der Gauleiter von Hessen-Nassau, Jakob Sprenger, der Linders Organisationstalent, seine propagandistischen Fähigkeiten und seine Kenntnisse auf dem Gebiet der öffentlichen Finanzen hoch schätzte. Von 1928 bis 1932 amtierte Linder dementsprechend als Sprengers stellvertretender Gauleiter. In der Sturmabteilung (SA) brachte Linder es bis zum Brigadeführer und Führer der SA-Brigade 43 (Thüringen Nord).
1930 wurde Linder für seine politische Arbeit im Landtag von der Reichsfinanzverwaltung beurlaubt. 1933 verließ er diese im Rang eines Steuerinspekteurs endgültig. Bei der Reichstagswahl vom September 1930 wurde Linder als Kandidat seiner Partei für den Wahlkreis 19 (Hessen-Nassau) in den Reichstag gewählt, dem er fortan ohne Unterbrechungen bis zum Ende der nationalsozialistischen Herrschaft im Mai 1945 angehörte. Zu dieser Zeit wurde Linder auch Mitglied der Provinzial- und Kommunallandtage in Wiesbaden und Kassel, was automatisch sein Ausscheiden aus der Stadtverordnetenversammlung nach sich zog.
Am 1. Oktober 1932 wurde Linder von Gregor Strasser zum Gauleiter von Hessen-Nassau-Süd ernannt. Doch bereits am 28. Februar 1933 trat Linder von diesem Amt wieder zurück und kehrte auf seinen alten Posten als stellvertretender Gauleiter zurück. Dies ist wahrscheinlich auf den Sturz seines Förderers Strasser zurückzuführen, der im Dezember 1932 von allen Parteiämtern zurücktreten musste.

### Zeit des Nationalsozialismus (1933 bis 1945)
Im März 1933 wurde Linder zum zweiten Bürgermeister und Personaldezernenten der Stadt Frankfurt am Main ernannt. Die Ernennung erfolgte gemeinsam mit der Ernennung des neuen Frankfurter Oberbürgermeisters Friedrich Krebs durch den neuen kommissarischen Wiesbadener Regierungspräsidenten Werner Zschintzsch. Als Frankfurter Bürgermeister entließ er aufgrund des Gesetzes zur Wiederherstellung des Berufsbeamtentums in der Frankfurter Stadtverwaltung zahlreiche unliebsame, d. h. dem NS tatsächlich oder potentiell kritisch gegenüberstehende, Beamte. Von 1933 bis 1939 war Linder Mitglied des deutschen Gemeindetages, in dessen Vorstand er saß. Außerdem war er 1933 Preußischer Staatsrat und Preußischer Provinzialrat.
Am 1. Juli 1937 wurde Linder zum stellvertretenden Gauleiter von Hessen-Nassau berufen. Dieses Amt übte er bis zum Ende der NS-Herrschaft im Mai 1945 aus. Nach einer Verordnung vom Februar 1937, wonach die gleichzeitige Ausübung bürokratischer und politischer Funktionen mit den „Aufgaben und Methoden politischer Führung“ nicht mehr vereinbar sei, wurde Linder im Juni vom Posten des zweiten Bürgermeisters von Frankfurt abberufen und durch Joseph Kremmer ersetzt.
Ferner war Linder während der NS-Zeit Herausgeber der Zeitschrift Das Rathaus, Mitglied der Wirtschaftskammer Hessen, Vorsitzender der Gemeindeverwaltungs- und Sparkassenschule Hessen, Fachschaftsleiter der Reichsteuerverwaltung, Gauamtsleiter für Kommunalpolitik im Range eines Gauleiters, Vorstandsmitglied des deutschen Gemeindetages, Leiter der von ihm gegründeten Kommunalpolitischen Schule in Frankfurt am Main und Vorsitzender der Landesindustriestelle Hessen des Deutschen Gemeindetages.

### Leben nach 1945
Linder tauchte in den letzten Kriegstagen unter. In den folgenden fünf Jahren blieb er verschwunden. Am 8. März 1950 wurde er von amerikanischen Militärbehörden in Brensbach im Odenwald festgenommen und in einem Arbeitslager in Darmstadt inhaftiert. Da er sich schon vier Tage zuvor in brieflicher Form bei der Frankfurter Spruchkammer freiwillig gestellt hatte, wurde er vorläufig wieder auf freien Fuß gesetzt. Die Zentralspruchkammer Hessen stellte das Verfahren gegen Linder im November 1951 ein. Sie sah keine Voraussetzung für eine Einstufung als Hauptschuldiger oder Aktivist und Nutznießer des Nationalsozialismus im Sinne des Gesetzes über den Abschluss der politischen Befreiung in Hessen.
Über Linders weiteren Lebensweg lässt sich den offiziellen Quellen, so Bettina Tüffers in einer Studie aus dem Jahr 2004, nichts weiter entnehmen. Er starb am 17. März 1979.